# HYLAS 1
O HYLAS 1 é um satélite de comunicação geoestacionário britânico construído pelas empresas EADS Astrium e ANTRIX/ISRO, ele está localizado na posição orbital de 33,5 graus de longitude oeste e é operado pela Avanti Communications. O satélite foi baseado na plataforma I-2K (I-2000) Bus e sua expectativa de vida útil é de 15 anos.

## Lançamento
O satélite foi lançado com sucesso ao espaço no dia 26 de novembro de 2010 às 18:39 UTC, por meio de um veículo Ariane 5 ECA a partir do Centro Espacial de Kourou, na Guiana Francesa, juntamente com o satélite Intelsat 17. Ele tinha uma massa de lançamento de 2 570 kg.

## Capacidade e cobertura
O HYLAS 1 é equipado com seis transponders em banda Ka e dois em banda Ku para fornecer acesso e de distribuir Internet de banda larga e de transmissão de televisão de alta definição (HDTV) fazendo cobertura em 22 países na Europa Ocidental e Central.